# Área metropolitana de Poughkeepsie-Newburgh-Middletown
El Área Estadística Metropolitana de Poughkeepsie-Newburgh-Middletown, NY MSA, como la denomina oficialmente la Oficina de Administración y Presupuesto, es un Área Estadística Metropolitana del estado estadounidense de Nueva York. Tiene una población de 670.301 habitantes según el Censo de 2010, convirtiéndola en la 78.º área metropolitana más poblada de los Estados Unidos.

## Composición
Los 2 condados del estado de Nueva York que componen el área metropolitana, junto con su población según los resultados del censo 2010:
- Dutchess – 297.488 habitantes
- Orange – 372.813 habitantes

## Área Estadística Metropolitana Combinada
El área metropolitana es parte del Área Estadística Metropolitana Combinada de Nueva York-Newark-Bridgeport, NY-NJ-CT-PA CSA junto con:
- el Área Estadística Metropolitana de Nueva York-Norte de Nueva Jersey-Long Island, NY-NJ-PA MSA
- el Área Estadística Metropolitana de Bridgeport-Stamford-Norwalk, CT MSA
- el Área Estadística Metropolitana de New Haven-Milford, CT MSA
- el Área Estadística Metropolitana de Trenton-Ewing, NJ MSA
- el Área Estadística Metropolitana de Kingston, NY MSA
- el Área Estadística Micropolitana de Torrington, CT µSA

## Principales comunidades del área metropolitana
Ciudades principales o núcleo
- Poughkeepsie
- Newburgh
- Middletown
- Arlington

Otras comunidades definidas como ciudades o pueblos
| - Amenia - Beacon - Beekman - Blooming Grove - Chester - Clinton - Cornwall - Crawford - Deerpark - Dover - East Fishkill - Fishkill - Goshen - Greenville - Hamptonburgh - Highlands - Hyde Park - LaGrange - Milan - Minisink | - Monroe - Montgomery - Mount Hope - New Windsor - North East - Pawling - Pine Plains - Pleasant Valley - Port Jervis - Red Hook - Rhinebeck - Stanford - Tuxedo - Union Vale - Wallkill - Wappinger - Warwick - Washington - Wawayanda - Woodbury |